# Vigilancia epidemiológica
Según la Organización Mundial de la Salud (OMS), la vigilancia epidemiológica o fuentes de la salud pública, es "la recolección sistemática de información sobre problemas específicos de salud en poblaciones, su procesamiento y análisis, y su oportuna utilización por quienes deben tomar decisiones de intervención para la prevención y control de los riesgos o daños correspondientes".
La vigilancia tiene un papel fundamental en la salud pública. La vigilancia puede servir para estudiar los cambios en la frecuencia de la enfermedad o para evaluar los cambios en los niveles de los factores de riesgo. Es empleada con mayor frecuencia en las enfermedades infecciosas, pero se ha vuelto cada vez más importante para controlar los cambios en otros tipos de enfermedades. La vigilancia epidemiológica tiene, al menos, tres componentes: mecanismos de recolección de información, mecanismos de procesamiento y análisis e interpretación de las informaciones, y mecanismos para divulgar estas informaciones interpretadas.
En particular, las técnicas de vigilancia de la salud pública se han empleado para estudiar las enfermedades infecciosas. Muchas instituciones importantes, como la OMS y los Centros para el Control y la Prevención de Enfermedades (CDC), han creado bases de datos y sistemas informáticos modernos (informática de la salud pública) que pueden rastrear y monitorizar brotes emergentes de enfermedades como la gripe, el SARS, el VIH e incluso el terrorismo biológico, como los ataques de ántrax de 2001 en Estados Unidos.
Muchas regiones y países tienen su propio registro de cáncer, que supervisa la incidencia de cánceres para determinar la prevalencia y las posibles causas de estas enfermedades.
Otras enfermedades, como los accidentes cerebrovasculares y las enfermedades crónicas (la diabetes), así como los problemas sociales (la violencia doméstica), se están integrando cada vez más en las bases de datos epidemiológicas llamadas registros de enfermedades. En estos registros, se realiza un análisis de coste-beneficio con el fin de determinar la financiación gubernamental para la investigación y la prevención.
Los sistemas que pueden automatizar el proceso de identificación de acontecimientos adversos de medicamentos se están utilizando y comparando actualmente con los informes escritos tradicionales de tales eventos. Estos sistemas se cruzan con el campo de la informática médica. Los hospitales los adoptan rápidamente y son respaldados por instituciones que supervisan a los profesionales médicos (como JCAHO en los Estados Unidos). Las cuestiones relativas a la mejora de la atención sanitaria están evolucionando en torno a la vigilancia de los errores de medicación en las instituciones.

## Historia de la vigilancia epidemiológica
La vigilancia epidemiológica ha sido fiel compañera del hombre desde que este ha luchado contra la propagación de las enfermedades. Desde el aislamiento de los enfermos en la época prehistórica, hasta la actualidad. Sin embargo, las primeras medidas que pueden considerarse como acciones de vigilancia ocurrieron durante las grandes epidemias que asolaron Europa en los siglos XIV y XV, principalmente la peste bubónica que afectó la población europea y desató tal terror, que las autoridades tuvieron que tomar precauciones para impedir su propagación, entre ellas la más conocida y muy usada, la cuarentena.
Uno de los grandes hitos ocurridos en esta época fue la publicación en 1546 del libro de Girolamo Fracastoro, llamado De contagione et contagiosis morbis et forum curatione. Este libro dio un vuelco a la interpretación de las enfermedades infecciosas y de las epidemias, dejando en claro el concepto de enfermedad contagiosa y las formas posibles de contagio, contribuyendo a reforzar el concepto de la necesidad de aislar a los enfermos y protegerlos del contacto.
Hasta el inicio de la segunda mitad del siglo XX la vigilancia fue concebida como un conjunto de medidas relacionadas con la observación de la evolución de enfermos con patologías infectocontagiosas. En 1955 en EE. UU. el Center for Disease Control propuso un sistema de vigilancia que comprende la recolección sistemática de datos relacionados con la presencia de una enfermedad específica, el análisis e interpretación de la misma y la distribución de la información procesada. En 1966 el doctor Karel Raska, en su trabajo “Vigilancia Epidemiológica Internacional de las Enfermedades Infecciosas” le dio la amplitud con que se conoce y se aplica actualmente. Para la década de los 70, se comienza a hablar del sistema de vigilancia epidemiológica en Latinoamérica.

## Tipos de vigilancia epidemiológica
La esencia de la vigilancia epidemiológica radica en un problema de salud y la información que se tiene acerca del mismo, con base a estos datos se realiza el respectivo análisis con el fin de elaborar un plan de contingencia contra posibles enfermedades y de esta forma elevar la calidad de vida que tiene determinada población o conjunto de personas. En base a estos parámetros, se nos presenta una: vigilancia pasiva y vigilancia activa.

### Vigilancia pasiva
Este tipo de vigilancia, también conocida como declaración pasiva, se caracteriza por el neto protagonismo de las instituciones de salud, mismas que son las que envían los reportes y datos obtenidos con respecto a una enfermedad a los responsables de la vigilancia epidemiológica. La información llega a través de la red de vigilancia que posteriormente será analizada, esta red la conforman los diferentes hospitales, centros de salud y laboratorios que son clave para la aplicación de una correcta vigilancia activa. Aunque aparentemente este tipo de vigilancia epidemiológica sea más sencilla que la activa, lo cierto es que el riesgo de obtener información errónea y pasar por alto datos importantes aumenta al tener que coordinar de forma obligatoria la participación de varios actores que son los encargados de enviar la información. Para evitar estos errores es de suma importancia que la comunicación de datos por parte de los actores de la vigilancia sea lo más rápidos y concretos posibles.

### Vigilancia activa
Como su nombre lo anticipa, en este tipo de vigilancia los responsables (muchas veces contratado) se encargan de recolectar y buscar activamente la información acerca del problema de salud pública indagado; se realiza una estrecha relación con el equipo de salud de tal forma que se hace una visita periódica a los centros sanitarios con el fin de analizar los datos obtenidos y buscar el posible origen o causa de una enfermedad. Este proceso puede involucrar entrevistas directas con los doctores del centro de salud y los pacientes, revisar las historias clínicas del centro hospitalario y visitar constantemente a las comunidades rurales. En el momento en que se hace un descubrimiento de casos infrecuentes, esta vigilancia procede a tomar muestras inmediatamente con el fin de enviarlos a un laboratorio, así mismo, informa a las autoridades o gobierno de turno para elaborar el respectivo plan de contingencia. A diferencia de la vigilancia pasiva en donde la información puede ser erróneamente comunicada, la activa obtiene datos más concretos y precisos ya que el personal encargado esta instruido precisamente para esto y su margen de error debe ser obligatoriamente pequeño.

### Vigilancia centinela o especializada
Este tipo de vigilancia basa su eficacia en el tipo de personal que contrata para que realice el proceso pues busca obtener información de gran calidad, es por ello que se realiza en centros especializados elegidos minuciosamente al igual que el personal que forma parte de la red de vigilancia.

### Vigilancia sindrómica
La vigilancia sindrómica es el análisis de datos médicos con el fin de detectar o anticipar brotes de enfermedades. Según una definición de los CDC, «el término vigilancia sindrómica se aplica a la vigilancia mediante el uso de datos de la salud que preceden al diagnóstico e indican una probabilidad suficiente de un caso o un brote para garantizar una respuesta mayor a la salud pública. Aunque históricamente se ha utilizado la vigilancia sindrómica para investigar casos potenciales, su utilidad para detectar brotes asociados al terrorismo biológico es cada vez más empleada por los funcionarios de salud pública». Las primeras indicaciones de brote de enfermedad o ataque bioterrorista o agroterrorista pueden no ser el diagnóstico definitivo de un médico o un laboratorio. Tomando un brote habitual de gripe como ejemplo, una vez que el brote comienza a afectar a la población, algunas personas pueden llamar al trabajo/escuela;  otras pueden visitar su farmacia y comprar medicamentos sin receta; otras visitarán a su médico; y otras pueden tener síntomas lo suficientemente graves como para llamar al número de teléfono de emergencias o acudir a urgencias.
Los sistemas de vigilancia sindrómica controlan los registros de absentismo escolar, los sistemas de llamadas de emergencia, los registros de venta de medicamentos sin receta de hospitales, las búsquedas en Internet y otras fuentes de datos para detectar patrones inusuales. Cuando se observa un pico de actividad en cualquiera de los sistemas monitorizados, se advierte a los epidemiólogos y a los profesionales sanitarios de que puede haber un problema.
Un conocimiento y una respuesta tempranos a un ataque bioterrorista podrían salvar muchas vidas y detener o retrasar potencialmente la propagación del brote. Los sistemas de vigilancia sindrómica más eficaces supervisan automáticamente estos sistemas en tiempo real; no es necesario que se introduzca la información por separado (entrada secundaria de datos); incluyen herramientas analíticas avanzadas, datos agregados de múltiples sistemas a través de límites geopolíticos; e incluyen un proceso de alerta automatizada. Gunther Eysenbach, quien comenzó a trabajar en el siguiente sistema en 2004, propuso un sistema de vigilancia sindrómica basado en consultas de búsqueda.
Inspirado por estas primeras experiencias alentadoras, Google lanzó Google Flu Trends en 2008. Se realizan más búsquedas relacionadas con la gripe para indicar una mayor actividad gripal. Los resultados, que fueron publicados en Nature, coinciden estrechamente con los datos de los CDC, y se llevaron a cabo en 1-2 semanas. Más recientemente, se ha propuesto una serie de enfoques lineales y no lineales más avanzados para modelar la gripe a partir de las consultas de búsqueda Google. En cuanto al trabajo de los investigadores de Google del Laboratorio de Sistemas Inteligentes (University of Bristol, RU), se creó el «Detector de la Gripe», una herramienta en línea que, basada en los métodos de Recuperación de la Información y Análisis Estadístico, utiliza el contenido de Twitter para transmitir las tasas de gripe en el Reino Unido.

## Métodos digitales
La vigilancia digital de la salud pública depende en gran medida de tres métodos: las tendencias basadas en la búsqueda en sitios como Google y Wikipedia, las publicaciones de redes sociales en plataformas como Facebook y Twitter, y los sitios web de vigilancia participativa como Flu Near You e Influenzanet. Las tendencias de búsqueda proporcionan datos indirectos sobre salud pública, mientras que los dos últimos métodos proporcionan datos directos.

## Agregados de búsqueda
Los agregados de búsqueda se han utilizado con mayor frecuencia para rastrear y modelar la gripe. Un ejemplo popular es Google Flu Trends, que salió en 2008. También se ha utilizado Wikipedia, aunque es potencialmente propensa al "ruido", ya que es una fuente popular de información de salud para que un usuario sepa si está enfermo o no.

## Beneficios de la vigilancia epidemiológica
La vigilancia epidemiológica al ser una herramienta importante dentro de Salud Pública, cumple distintas funciones que van a favor y busca del bienestar humano a través de la prevención de enfermedades; de esta forma entre los múltiples beneficios que trae la vigilancia epidemiológica de una población se tiene:
- La vigilancia epidemiológica puede aportar a la Salud Pública constantemente y de forma sencilla, ya que con el uso de la información disponible en los distintos centros de salud se puede guiar la toma de decisiones médicas y elaborar correctamente los programas de prevención y promoción de la salud.[8]

- La forma en la que se reportan a través de la vigilancia las posibles causas de las enfermedades en una población, permite determinar  los grupos vulnerables y expuestos a un factor de riesgo, con el fin de implementar una acción rápida y preventiva.[8]

- Un correcto análisis de la información durante la vigilancia activa o pasiva contribuye a detectar cambios en la prevalencia o incidencia de una enfermedad o un potencial problema que afecte a la estrategia implementada por salud pública, tal es el caso de una epidemia que se puede clasificar según su alcance como extensa o limitada.[8]

## Redes sociales
Entre algunos ejemplos de vigilancia de salud pública en las redes sociales se incluye HealthTweets, que recoge información de Twitter. Los datos de Twitter se consideran muy útiles para la investigación en salud pública, ya que sus políticas de datos permiten el acceso público a muestras del 1 % de los tuits sin procesar. Los tuits también pueden ser geolocalizados, lo que puede usarse para modelar la propagación de enfermedades contagiosas. Es la plataforma de redes sociales más utilizada para la vigilancia de la salud pública. Durante la pandemia del COVID-19, Facebook utilizó datos agregados, información anonimizada recogida de sus plataformas para proporcionar información sobre el movimiento humano relativa a modelos de enfermedades. También ofreció a los usuarios la oportunidad de participar en una encuesta sobre síntomas de enfermedades a través de la Universidad Carnegie Mellon.

## Centros de vigilancia
Flu Near You y Influenzanet son dos ejemplos de sistemas de vigilancia digital basados en el público. Ambos sitios inscriben a usuarios para participar en encuestas sobre los síntomas de gripe. Influenzanet se estableció en 2009 y opera en diez países de Europa. Su predecesor fue Grote Griepmeting, que fue una plataforma holandesa/belga lanzada en 2003 y 2004. Flu Near You se usa en los Estados Unidos. Otro ejemplo de los sitios de vigilancia es Dengue na Web, utilizado para la encuesta sobre el dengue en Bahía, Brasil.

### Vigilancia basada en laboratorios
Se supone que algunas enfermedades, especialmente las crónicas, como la diabetes mellitus, deben tratarse rutinariamente con medidas frecuentes de laboratorio. Dado que muchos resultados de laboratorio, al menos en Europa y EUA, se procesan automáticamente mediante sistemas informáticos de información de laboratorio, los resultados son relativamente fáciles de recopilar de forma económica en bases de datos especializadas o registros de enfermedades. A diferencia de la mayoría de los sistemas de vigilancia sindrómica, en los que se supone que cada registro es independiente de los demás, los datos de laboratorio de enfermedades crónicas, teóricamente, pueden estar vinculados a cada paciente. Si los identificadores de pacientes pueden relacionarse, se puede analizar un registro cronológico de los resultados de laboratorio de cada paciente, así como agregarse al nivel poblacional.
Los registros de laboratorio permiten analizar la incidencia y prevalencia de la enfermedad, así como las tendencias del nivel de control. Por ejemplo, un programa financiado por los Institutos Nacionales de Salud (NIH, en inglés) llamado Sistema de Información sobre la Diabetes Vermedx mantuvo un registro de los valores de laboratorio de adultos diabéticos en Vermont y el norte de Nueva York en los EUA, con varios años de resultados de laboratorio en miles de pacientes. Los datos incluyeron medidas de control de glucemia (hemoglobina glicosilada A1C), colesterol y función renal (creatinina en suero y proteínas urinarias), y se utilizaron para controlar la calidad de la atención al paciente, la práctica y los niveles poblacionales. Dado que los datos contenían el nombre y la dirección de cada paciente, el sistema también se utilizó para comunicarse directamente con los pacientes cuando los datos del laboratorio indicaban la necesidad de atención. Los resultados de las pruebas de control generaron una carta al paciente que sugería que se comunicaran con su médico. Las pruebas que quedaron atrasadas generaron recordatorios para realizar análisis. El sistema también generó recordatorios y alertas con consejos basados en directrices para la práctica, así como una lista periódica de los pacientes de cada proveedor y una tarjeta de informe que resumía el estado de salud de la población. Las evaluaciones clínicas y económicas del sistema, incluido un gran ensayo clínico aleatorio, demostraron mejoras en el cumplimiento de las directrices de práctica y reducciones en la necesidad de servicios de emergencias y hospitales, así como en los costes totales por paciente. El sistema ha sido comercializado y distribuido a médicos, aseguradoras, empleadores y otros responsables de la atención de pacientes crónicos. Ahora se está expandiendo a otras condiciones, como la enfermedad renal crónica.
Un sistema similar, el Registro A1C de la ciudad de Nueva York, se utiliza para vigilar a los 600 000 pacientes diabéticos estimados en la ciudad de Nueva York, aunque, a diferencia del Sistema de Información sobre Diabetes de Vermont, no hay disposiciones para que los pacientes puedan excluir sus datos de la base de datos de la ciudad de Nueva York. El Departamento de Salud y Salud Mental de Nueva York ha vinculado servicios adicionales de pacientes al registro, como información sanitaria y una mejora del acceso a los servicios de atención médica. A principios de 2012, el registro contiene más de 10 millones de resultados de pruebas en 3,6 millones de personas. Aunque se pretende mejorar los resultados sanitarios y reducir la incidencia de las complicaciones de la diabetes, todavía no se ha realizado una evaluación formal.
En mayo de 2008, el Ayuntamiento de San Antonio, Texas, aprobó el despliegue de un registro A1C para el Condado de Béxar. Autorizado por la legislatura de Texas y el Departamento Estatal de Salud, el Distrito de Salud Metropolitana de San Antonio implementó el registro que obtuvo resultados de todos los principales laboratorios clínicos de San Antonio. El programa se interrumpió en 2010 debido por falta de fondos.
La vigilancia de laboratorio difiere de la vigilancia de toda la población porque solo puede controlar a los pacientes que ya reciben tratamiento médico y, por lo tanto, realizar pruebas de laboratorio. Por esta razón, no identifica a los pacientes que no han sido evaluados. Por lo tanto, resulta más adecuado para la gestión de la calidad y la mejora de la atención que para el seguimiento epidemiológico de toda una población o área de atracción.